# Copelatus substriatus
Copelatus substriatus är en skalbaggsart som beskrevs av Kirsch 1873. Copelatus substriatus ingår i släktet Copelatus och familjen dykare. Inga underarter finns listade i Catalogue of Life.